# هوزرن
هوزرن (به آلمانی: Häusern) یک شهر در آلمان است که در Waldshut واقع شده‌است. هوزرن ۱٬۳۰۹ نفر جمعیت دارد.